# Інтерніди
Інтерніди (рос. интерниды, англ. internides, нім. Interniden) — внутрішні і давніші зони ортогеосинклінальних складчастих систем.
Характеризуються інтенсивною складчастістю та метаморфізмом гірських порід.
З інтернідами асоціюють пояси офіолітів.
Виникають на місці евгеосинкліналей.